# Die Schatzinsel (1966)
Die Schatzinsel ist ein Abenteuervierteiler, der im Jahr 1966 vom Regisseur Wolfgang Liebeneiner für den deutschen Fernsehsender ZDF in Co-Produktion mit dem französischen Sender ORTF hergestellt wurde. Der Vierteiler beruht auf dem gleichnamigen Roman des schottischen Schriftstellers Robert Louis Stevenson (1850–1894). Er ist durch wiederholte Ausstrahlungen zu einem Fernsehklassiker geworden.

## Handlung

### Der alte Freibeuter
Im England des Jahres 1758 nimmt ein kauziger, alter Seebär namens Bill Bones Quartier in dem einsam an der Küste unweit von Bristol gelegenen Gasthaus Zum Admiral Benbow. Jim Hawkins, der Sohn des Gastwirtes, findet bald heraus, dass der ungewöhnliche Gast ein ehemaliger Pirat ist, der unter dem berüchtigten Seeräuber Captain Flint zur See gefahren ist. Der trunksüchtige Bones hat sich diese abgelegene Herberge ausgesucht, weil er auf der Flucht ist. Er fühlt sich verfolgt von ehemaligen Mitgliedern der Besatzung der Walrus, Flints Segelschiff. Sie hätten es auf seine schwere, eisenbeschlagene Seekiste abgesehen, die Bones in seiner Kammer aufbewahrt. Insbesondere fürchtet sich Bones vor der drohenden Ankunft eines „Einbeinigen“, und er gibt Jim regelmäßig ein Vier-Penny-Stück, damit er die Augen offen halte und ihm rechtzeitig Bescheid gebe, wenn er einen Einbeinigen erblicke.
Schließlich erscheint tatsächlich ein Mitglied von Flints Piratenschiff. Es ist der „Schwarze Hund“, kann aber von Bones nach kurzem Kampf in die Flucht geschlagen werden. Allerdings ist Bones nun aufgestöbert. Wenig später erscheint der „blinde Pew“ und drückt Bones einen Zettel mit einem schwarzen Fleck in die Hand, dem Kennzeichen dafür, dass sein Tod besiegelt ist. Davon hochgradig erregt, erleidet er einen Schlaganfall und verstirbt mitten im Gastraum.
Da Bones schon seit Monaten die Zeche schuldet, durchsuchen Jim und seine Mutter seine Habseligkeiten. In seiner Seemannstruhe finden sie u. a. ein Säckchen mit Goldmünzen, müssen sich aber wegen der Ankunft der Piratenbande verstecken. Im Versteck hört Jim, dass die Piraten es nur auf eine Schatzkarte abgesehen haben, die sich in einem Päckchen verschnürt am Boden der Truhe befindet. Noch vor den Piraten gelingt es Jim, die Schatzkarte in seinen Besitz zu bringen.
Doktor Livesey, der besonnene Arzt der Region, und Squire Trelawney, der abenteuerlustige Friedensrichter, werden schließlich von Jim in dessen Fund, die Schatzkarte, eingeweiht. Trelawney beschließt sofort, auf Schatzsuche zu gehen, in Bristol ein Segelschiff zu chartern und eine Mannschaft anzuheuern. Jim soll sie als Schiffsjunge auf der abenteuerlichen Reise begleiten.

### Der Schiffskoch
Wie Dr. Livesey bereits argwöhnte, hat aufgrund Trelawneys Geschwätzigkeit ganz Bristol davon Wind bekommen, dass es auf Schatzsuche gehen soll. Jim, nie aus seinem Fischerdorf herausgekommen, ist beeindruckt vom bunten Treiben in der großen Stadt Bristol. Im Hafen entdeckt er unschwer die Hispaniola, das prächtige Segelschiff, welches Trelawney gechartert hat. Die Rekrutierung der Mannschaft verlief zunächst schleppend, bis Trelawney den Besitzer der örtlichen Hafenschenke Zum Fernrohr, den einbeinigen John Silver, kennenlernte, der sich auch als Schiffskoch anbot. Mit Silvers Hilfe konnte innerhalb kurzer Zeit eine Mannschaft angeheuert werden.
Jim hat kurzzeitig den Verdacht, dass Silver vielleicht der „Einbeinige“ sein könne, vor dem Bones ihn immer gewarnt hatte. Diese Sorge verfliegt, als er Silver bei einem Hafenrundgang näher kennenlernt. Silver ist eine äußerst charmante Person und ein hochgeschätztes Mitglied von Bristols Gesellschaft.
Der angeheuerte Kapitän hingegen, Alexander Smollet, wirkt mürrisch und unsympathisch. Er ist mit der Auswahl der Mannschaft unzufrieden und beklagt sich zudem bei Livesey und Trelawney, dass anscheinend die Mannschaft mehr über den Reisezweck, die Schatzsuche, wisse als er selbst. Sein Rat, zur Sicherheit Waffen und Munition in der Kapitänskajüte zu lagern, wird aber schließlich befolgt.
Mit Silver als Taktgeber, von der Mannschaft dazu mit lauten „Barbecue“-Rufen aufgefordert, wird lauthals der markante Shanty Fünfzehn Mann auf des toten Mannes Kiste angestimmt. Die Hispaniola sticht in See.
Jim, dem es unter Deck zu stickig ist, legt sich zum Schlafen in ein Beiboot auf dem Deck des Schiffes. Dort versteckt, wird er heimlich Ohrenzeuge eines Gesprächs Silvers mit weiteren Mannschaftsmitgliedern. Dabei wird er gewahr, dass fast die gesamte Besatzung der Hispaniola aus ehemaligen Piraten von Flints Mannschaft besteht, Silver war dort der Steuermann. Er plant, sobald der Schatz gefunden ist, eine Meuterei anzuzetteln. Jim kann sich nur knapp vor Entdeckung bewahren, indem er Muscheln, die noch aus Bones Seekiste stammten, aufs Schiffsdeck wirft und damit die Piraten von seinem Unterschlupf ablenkt.
Jim berichtet am nächsten Tag Trelawney, Livesey und Smollet, was er in der Nacht gehört hat. Trelawney begreift seine Fehleinschätzung. Gemeinsam erkennen sie, dass sich auf dem Schiff nur sieben loyale Personen befinden, während 19 Mannschaftsmitglieder ehemalige Flint-Piraten sind. Die Schatzinsel wird erreicht, der Ruf „Land in Sicht“ ertönt.

### Das Blockhaus
Nach Erreichen der Schatzinsel geht die Hispaniola in der Skelettbucht vor Anker. Kapitän Smollet erlaubt der Mannschaft an Land zu gehen. Ein Großteil der Piraten, darunter auch John Silver, rudert mit zwei Beibooten an Land. Auch Jim Hawkins hat sich, da er es nach Monaten auf See auf dem Schiff nicht mehr aushält, dem Landetrupp angeschlossen und erkundet allein die tropische Insel. Dabei wird er zufällig Augenzeuge, wie John Silver nach einem Disput einen Schiffskameraden mit seiner Krücke niederstreckt und danach gefühlskalt erdolcht. Israel Hands wird von Silver beauftragt, Jim zu schnappen, der daraufhin ziellos ins Inselinnere flüchtet. Dabei trifft er auf einen verwahrlosten und verwirrten Kerl, Ben Gunn, der ebenfalls einmal zu Flints Piraten gehörte, aber schon vor Jahren allein auf dieser verlassenen Insel ausgesetzt worden war. Jim erzählt Ben Gunn die ganze Geschichte der Schatzsuche, Ben Gunn erhofft sich eine Rückkehr in die Zivilisation. Er phantasiert stets von Käse, den er schon seit Jahren vermisst. Außerdem behauptet er, dass er Grütze im Kopf habe, was Jim bezweifelt.
Dr. Livesey und die anderen sehen in Jims Verhalten jugendlichen Leichtsinn. Dr. Livesey rudert an Land und erkundet ein altes befestigtes Blockhaus, das Flint einstmals erbauen ließ. Das Blockhaus ist von einem hohen palisadenartigen Holzzaun umgeben, der, weil es kein Tor gibt, überstiegen werden muss. Der Livesey-loyale Anteil der Mannschaft beschließt, die Hispaniola zu verlassen und sich im Blockhaus zu verschanzen. Im Ruderboot auf dem Weg zur Insel werden sie von auf dem Schiff verbliebenen Piraten mit einer Kanone beschossen und verlieren beim Kentern einen Großteil ihres Proviants, und auch die meisten Schusswaffen werden dadurch nass und unbrauchbar. Jim entkommt einer erneuten Verfolgung durch Israel Hands und kann sich ins Blockhaus flüchten.
Silver, mittlerweile von den Meuterern zum Kapitän gewählt, erscheint mit weißer Parlamentär-Flagge am Blockhaus. Er will über die Herausgabe der Schatzkarte verhandeln. Smollet denkt gar nicht daran, auf Silvers Vorschläge einzugehen und verweist ihn des Blockhaus-Geländes.
Bei einem anschließenden Überfall der Piraten auf das Blockhaus werden einige von ihnen getötet, aber auch die Schiffsführung hat Verluste. Unerwartet klettert Dr. Livesey über den Blockhauszaun und begibt sich allein auf eine Exkursion. Jim folgt ihm, verläuft sich aber nach kurzer Zeit auf der Insel und muss erneut vor Israel Hands fliehen. Er entdeckt ein von Ben Gunn gebautes und sorgsam verstecktes kleines Boot (ein Coracle) und macht sich damit auf zur Flussmündung, dem Ankerplatz der Hispaniola.

### Die Entscheidung
An der Hispaniola angekommen, kann Jim unbemerkt das Ankertau durchtrennen. Allerdings ist er nicht allein an Bord: Israel Hands war als eine der Schiffswachen zurückgeblieben, liegt aber nach einem Kampf scheinbar schwer verletzt an Deck. Er fordert den Jungen auf, ihm zu helfen. Jim bemerkt jedoch, dass Hands ein Messer besitzt. Er ist auf der Hut, als er ihm etwas zu trinken bringt. In dem Moment, als Hands Hawkins angreifen will, läuft die treibende Hispaniola mit einem Ruck auf Grund. Hawkins kann sich als erster aufrappeln und in die Takelage fliehen. Seinen Verfolger Hands kann er mit einem Fußtritt ins Meer befördern. Glücklich dieser Gefahr entronnen, macht sich Jim auf den Weg zurück zum Blockhauslager (nachdem das Schiff mit der Strömung auf einer anderen Seite der Insel antrieb), wo er mit Erschrecken feststellen muss, dass es von den Piraten eingenommen wurde. Die Schiffsführung ist verschwunden.
Jim wird von den Piraten überwältigt und gefangen genommen. Silver verhindert, dass Jim sofort getötet wird, und erklärt ihn zur Geisel. Dennoch beschließen die verbliebenen Piraten, Silver seines Kapitänsamtes zu entheben und überreichen ihm den schwarzen Fleck. In die Enge gedrängt, zieht Silver seinen letzten Trumpf und präsentiert – auch zum maßlosen Erstaunen von Hawkins – die originale Schatzkarte mit dem eingezeichneten Schatz, die er bei einem Vergleich mit Livesey, Trelawney und Smollet herausgehandelt hat. Die Piraten sind begeistert und feiern Silver; von seiner Absetzung ist nicht mehr die Rede. Alle einschließlich der gefangenen Geisel Jim machen sich gemeinsam auf die Suche nach dem Versteck. Dabei werden sie von einem unheimlichen Gesang überrascht, der als Echo in den Bergschluchten widerhallt. Der Geist von Flint scheint den Shanty über die fünfzehn Mann auf des toten Mannes Kiste zu schmettern. Silver argwöhnt, dass der rätselhafte Gesang womöglich von Ben Gunn stammen könne.
Am vermeintlichen Ziel angekommen, erwartet die Piraten eine Enttäuschung. Nur ein einziges Zwei-Guineen-Stück ist zu finden, sonst nichts. Als sie erbost an Silver und Hawkins Rache üben wollen, fallen Schüsse: Die Schiffsführung hat mit Ben Gunn im Hinterhalt gelegen. Ein Teil der Piraten kann fliehen, nur Silver bleibt bei Jim zurück.
Es stellt sich heraus, dass Ben Gunn in den Jahren auf der Insel den Schatz bereits gefunden und einen Großteil davon in Sicherheit gebracht hat. Deshalb hat der Doktor den Lageplan gefahrlos an Silver aushändigen können. Die Expeditionsteilnehmer verladen den Schatz auf die Hispaniola und begeben sich mit Ben Gunn und Silver als Gefangenem auf die Heimreise. Während der Rückfahrt gelingt es Silver nach einem Zwischenstopp, mit einem Teil des Schatzes von Bord zu fliehen. Ben Gunn hat das zwar beobachtet, aber aus Angst vor Silver nichts verraten. Der restliche Schatz wird unter den loyalen Seeleuten aufgeteilt. Gunn verbraucht seinen Anteil relativ schnell in Spelunken.
Es soll sich immer noch ein Teil des Schatzes auf der Insel befinden – doch Jim schwört, nie mehr dorthin zurückzukehren.

## Musik
Die bemerkenswerte Filmmusik ist eine prägende Besonderheit der Verfilmung. Für sie wurde nach Vermittlung durch den Komponisten Robert Mellin (der 1965 die Musik zum Abenteuervierteiler Don Quijote von der Mancha geschrieben hatte) der tschechische Komponist Jan Hanuš verpflichtet, der, ob der umfangreichen Arbeit, Hilfe von seinem Kollegen Luboš Sluka in Anspruch nahm. Eingespielt wurde die Musik vom Filmorchester Praha (FISYO) mit ca. 45 Personen unter Mitwirkung eines gemischten Chores von Pavel Kühn. Allerdings waren die Sänger der deutschen Sprache nicht mächtig und mussten den umfangreichen Text des Piratenliedes Fünfzehn Mann auf des toten Mannes Kiste phonetisch lernen. Deshalb hatten sie große Probleme mit der Aussprache und es klingt undeutlich. So hört es sich am Anfang statt Fünfzehn Mann eher wie Siebzehn Mann an. Der Liedtext ist eine Eigendichtung Stevensons für seinen Roman. Er spielt auf die kleine, baumlose Felseninsel Dead Chest Island an, südöstlich der Karibikinsel Tortola. Der legendäre Pirat Blackbeard soll dort einst einige Kumpane, mit nicht mehr als einem Entermesser und einer Flasche Rum, ausgesetzt haben.
Herstellungsleiter Walter Ulbrich hielt die Musik für sehr gelungen, und obwohl Robert Mellin der Ansicht war, dass sie einmalig sei und nicht weiterzuverwenden, setzte er sie in Auszügen sowohl für die Nachfolgeproduktionen Tom Sawyers und Huckleberry Finns Abenteuer (1968) als auch bei Die Lederstrumpferzählungen (1969) ein.

## Synchronisation
| Rolle                            | Darsteller       | Synchronsprecher  |
| -------------------------------- | ---------------- | ----------------- |
| Jim Hawkins                      | Michael Ande     | Michael Ande      |
| John Silver                      | Ivor Dean        | Alf Marholm       |
| Kapitän Alexander Smollet        | Jacques Monod    | Erik Jelde        |
| Dr. David Livesey                | Georges Riquier  | Alois Maria Giani |
| Squire John Trelawney            | Jacques Dacqmine | Niels Clausnitzer |
| Bill Bones                       | Dante Maggio     | Ernst Konstantin  |
| Israel Hands                     | Jacques Godin    | Klaus Höhne       |
| Ben Gunn                         | Jean Saudray     | Anton Reimer      |
| Der blinde Pew                   | Jean Mauvais     | Erich Ebert       |
| Der schwarze Hund                | Sylvain Lévignac | Klaus Kindler     |
| Tom Morgan                       | Roger Lumont     | Kurt E. Ludwig    |
| Abraham Grey                     | Leroy Haynes     | Wolfgang Hess     |
| Dirk Taylor                      | Michel Charrel   | Herbert Weicker   |
| James Brandon                    | Jean Mauvais     | Eberhard Mondry   |
| Redruth                          | Lucien Hubert    | Wolf Rahtjen      |
| Tom Richardson                   | Maurice Gautier  | Norbert Gastell   |
| Jim Hawkins erwachsen (Erzähler) |                  | Hellmut Lange     |
| Marc Hawkins, Jims Vater         | Franois Darbon   | Leo Bardischewski |

## Veröffentlichungen
Der Vierteiler wurde erstmals 1966/67 im ZDF ausgestrahlt und in den folgenden Jahrzehnten häufig auf ZDFneo und 3sat wiederholt. Er war auf 35-mm-Kinofilm in Farbe gedreht worden. Die Erstausstrahlung erfolgte jedoch noch in Schwarz-Weiß, da das Farbfernsehen in der Bundesrepublik Deutschland erst am 25. August 1967 eingeführt wurde. In Frankreich  wurde die Serie in 13 Teilen ausgestrahlt.
In der DDR wurde die Verfilmung 1973 und 1975 in sechs Teilen, 1981 und 1984 in 13 Teilen gezeigt.
In den USA wurde der Film 1970 in die Kinos gebracht. Allerdings wurde der 360 Minuten lange Film für die Kinofassung auf 84 Minuten gekürzt, was bedeutete, dass große Teile der Handlung der Schere zum Opfer fielen. Außerdem wurde die Filmmusik durch eine Rockmusik ersetzt. Trotz des Misserfolgs in den USA schaffte es die Kinoversion dort in den 1980er Jahren auf Video.
2001 und 2002 wurde Soundtracks der Originalmusik auf Musik-CD veröffentlicht. (Abenteuer-Klassiker – Originalmusik aus den legendären TV-Vierteilern, 2 CDs, BSC Music/Cine Soundz Prudence 398.6619.2 (Deutschland 2001)); (Die Schatzinsel – Original-Soundtrack zu dem legendären TV-Vierteiler, 1 CD, BSC Music Prudence 398.6629.2 (Deutschland 2002)).
2006 erfolgte die Veröffentlichung des Vierteilers auf DVD (Die Schatzinsel (2 DVDs), Concorde Home Entertainment 2006 (Nr. 2289)).

## Sonstiges
- Für die Rolle des John Silver waren ursprünglich Hannes Messemer oder Horst Tappert vorgesehen.
- Die Dreharbeiten fanden in der Bretagne, auf Korsika und am Gardasee statt. Auf Korsika wurden die Küste und das Landesinnere teilweise als tropische Insel dekoriert, mit Agaven, die direkt am Ufer wachsen (und beim Blockhaus), mit exotischen Blumen und mit einigen wenigen Palmen, davon zwei auf einem Bergrücken (bei den Gräbern, die Ben Gunn angelegt hatte). In der Szene, in der Jim Hawkins das erste Mal die Schatzinsel erkundet, sieht man in den Sand gesteckte Strelitzienblüten und von einem Laubbaum falsch herum hängende Steppenkerzen.
- Für den Film fertigte man eine exakte Kopie der von Stevenson gezeichneten Schatzkarte an.
- Bei der Verfolgungsjagd auf dem Schiff stürzte der Jim-Hawkins-Darsteller Michael Ande so unglücklich in sein Messer, dass ihm nur durch eine Notoperation das Leben gerettet werden konnte. Der Unfall wurde nicht herausgeschnitten, da Ande im Schockzustand die Szene bis zum Ende weiterspielte. Um die letzten Szenen dieser Verfolgungsjagd mit Israel Hands fertigzustellen, wurde Ande gedoubelt; deutlich zu erkennen in der Szene in der Schiffstakelage im Kampf mit Israel Hands.
- Mehrmals ergeben sich Ungereimtheiten: Es wird während der Hinfahrt zur Insel erwähnt, dass Dr. Livesey das Buch The History of the Decline and Fall of the Roman Empire stets durchliest und es dann sogleich wieder von vorne beginnt. Allerdings erschien der erste Band von Gibbons Werk erst 1776, während die Filmhandlung im Jahre 1758 spielt. John Silver redet von Admiral Hawke, unter dem er (angeblich) gedient und sein Bein verloren hat, als einem Toten (während der Hinfahrt wünscht er Hawkins gegenüber, dass Gott den Admiral Hawke selig haben möge). Aber Admiral Hawke, geboren 1705, lebte 1758 noch und hatte seinen größten Waffenerfolg (die „Sturmschlacht“ in der Bucht von Quiberon 1759) noch vor sich. Die doppelläufige Pistole von Kapitän Smollet hat ein Perkussionsschloss, doch wurde dieses erst 1807 entwickelt. Auch das Gewehr von Mr. Trelawney, mit dem er auf den Kanonier Tom Morgan schießt, ist eine Perkussionswaffe, die es 1758 noch nicht gab.
- Da Ande, gegenüber dem Jungen im Buch, ziemlich groß gewachsen ist, konnte auch die Szene mit der Apfeltonne, in der Jim Hawkins die Piraten belauscht, nicht buchgetreu umgesetzt werden. Sie wurde in ein Beiboot der Hispaniola verlegt.
- Da die Hispaniola als Requisite für die offene See nicht tauglich war und schon bei schwachem Wind zu kippen drohte, gibt es in dem Film keine Szene mit windgefüllten Segeln. Bei einigen Szenen wurde das Schiff rückwärts gezogen, um volle Segel anzudeuten. Am Schneidetisch wurden diese Szenen dann rückwärts abgespielt, um den Effekt eines fahrenden Schiffes zu erzielen.
- Die Hispaniola wurde nach Abschluss aller Schiffsszenen von einem Unwetter fast vollständig zerstört. Man filmte das beschädigte Schiff und baute es nachträglich in die Handlung ein. John Silver stellt sie dem jungen Jim Hawkins in Bristol als Southern Cross vor, die in schwere Unwetter kam.
- Der Darsteller Jean Mauvais spielte eine Doppelrolle: Nachdem er im ersten Teil als Blinder Pew gestorben war, tauchte er im zweiten Teil als Pirat Brandon wieder auf.
- Der Darsteller des Long John Silver, Ivor Dean (deutsche Stimme: Alf Marholm), trug sich nach dem Erfolg des Vierteilers mit dem Gedanken, eine Fortsetzung zu drehen, und entwickelte mit dem englischen Produzenten Robert S. Baker einen Drehbuchentwurf. Durch seinen Tod 1974 wurde das Projekt jedoch erst einmal zu den Akten gelegt. Erst 1986 wurde unter dem Titel Die Rückkehr zur Schatzinsel (Return to Treasure Island) der Drehbuchentwurf wieder ausgegraben und als zehnteilige Serie mit Brian Blessed als Long John Silver und Christopher Guard als erwachsenem Jim Hawkins verfilmt.

## Auszeichnungen
- 1967: Perla-Fernsehpreis für die Filmmusik bei der Film- und Fernsehmesse in Mailand.